# Unni Lindell
Unni Maria Lindell (Oslo, 3 aprile 1957) è una scrittrice norvegese.

## Biografia
Nata nel 1957 a Oslo, prima di dedicarsi alla scrittura ha svolto la professione di giornalista.
Ha esordito nel 1985 con il romanzo per ragazzi Den grønne dagen e in seguito ha pubblicato numerose opere per l'infanzia e gialli per adulti.
È tra le poche autrici ad aver vinto per due volte il Premio Riverton.

## Opere

### Serie  ispettori Isaksen e Dahle
- Slangebæreren (1996)
- Drømmefangeren (1999)
- Sørgekåpen (2000)
- Nattsøsteren (2003)
- Orkestergraven (2005)
- La trappola di miele (Honningfellen, 2007), Roma, Newton Compton, 2011 traduzione di Irene Peroni ISBN 978-88-541-2820-0.
- L'ultima casa a sinistra (Mørkemannen, 2008), Roma, Newton Compton, 2012 traduzione di Irene Peroni ISBN 978-88-541-3568-0.
- Dolce come la morte (Sukkerdøden, 2010), Roma, Newton Compton, 2013 traduzione di Irene Peroni ISBN 978-88-541-5341-7.
- Il caso della donna sepolta nel bosco (Djevelkysset, 2012), Roma, Newton Compton, 2015 traduzione di Irene Peroni ISBN 978-88-541-8185-4.
- La terza vittima (Brudekisten, 2014), Roma, Newton Compton, 2016 traduzione di Irene Peroni ISBN 978-88-541-9129-7.

### Serie Marian Dahle
- Il caso della bambina scomparsa (Jeg vet hvor du bor, 2016), Roma, Newton Compton, 2017 traduzione di Lisa Raspanti ISBN 978-88-227-0605-8.
- Dronen (2018)

### Altri romanzi e opere per ragazzi
- Den grønne dagen (1985)
- Kongen er pappaen til to tvillinger som heter Gro og Kåre (1987)
- Hemmeligheten i sirkuset (1988)
- Henrik Vipsen og hans bifokale onkel som er født i fiskebollens tegn (1988)
- Bursdag (1989)
- Fire dager til fullmåne (1990)
- Vi lager jul (1990)
- Gamle damer legger ikke egg (1991)
- Il bambino di Anna (Annas barn, 1991), Milano, Fabbri, 1999 traduzione di Pierina M. Marocco ISBN 88-452-4027-4.
- Fuglefangeren (1992)
- Skjelettet er et stativ som man kan henge fra seg kroppen på (1992)
- Rosamunde Harpiks, den lille heksen med de store ørene  (1993)
- Norges første statsminister het Tor med hammeren (1993)
- En grusom kvinnes bekjennelser (1993)
- Sugemerket (1994)
- Alene hjemme (1994)
- To fruer i en smekk (1995)
- Jens Bånn, den lille spionen (1995)
- Min fars kjole er rød som reven (1995)
- Grisen er dekket av svinepels (1996)
- Det er alltid for tidlig å stå opp (1996)
- Jesus gikk på vannet fordi han ikke ville bli våt på beina (1997)
- Den lille dameboken (1997)
- Regjeringen bestemmer hvordan været skal bli (1998)
- Måneorkesteret (1998)
- Sjefen bestemmer over Gud og Hermann! (1999)
- Pinocchios nye reise(1999)
- Å være engel er et typisk kvinneyrke (2000)
- En familie består av 4 hoder, 8 armer og 8 bein (2001)
- Prinsesser er rosa om dagen og sorte om natten (2002)
- I Afrika er snøen svart (2003)
- Pass opp! Her kommer Gud og hun er en katt (2003)
- Rødhette (2004)
- Kjære Gud jeg har det godt har du noe ull (2005)
- Krokodiller snakker ikke norsk (2006)
- To fruer i én smekk – rir igjen (2007)
- Kyss meg på tirsdag (2007)
- Elsker deg av hele mitt jærte (2008)
- Nifse Nella og nattskolen (2008)
- Rødt for kjærlighet (2009)
- Nifse Nella og syvstjernen (2009)
- Nifse Nella og vintersirkuset (2009)
- Nifse Nella og jordbærgiften (2010)
- Kjæresten om natten (2011)
- Nifse Nella og frihetsgudinnens hemmelighet (2001)
- Forelska forever (2013)
- Love, du liksom (2014)
- Rødhette og Ulvhild på kjøpesenteret (2016)
- Kjærestehjerte (2017)
- Knut Nobody's baby (2017)

## Premi e riconoscimenti
- Premio Riverton: 1999 vincitrice con Drømmefangeren e 2018 vincitrice con Dronen